# Löyänjärvi
Löyänjärvi är en sjö i kommunen Kuortane i landskapet Södra Österbotten i Finland. Arean är 39 hektar och strandlinjen är 2,88 kilometer lång. Sjön  ingår i Lappo å huvudavrinningsområde.   Den ligger omkring 47 kilometer öster om Seinäjoki och omkring 290 kilometer norr om Helsingfors. 